# Trébons-sur-la-Grasse
Trébons-sur-la-Grasse is een gemeente in het Franse departement Haute-Garonne (regio Occitanie) en telt 322 inwoners (1999). De plaats maakt deel uit van het arrondissement Toulouse.

## Geografie
De oppervlakte van Trébons-sur-la-Grasse bedraagt 10,8 km², de bevolkingsdichtheid is 29,8 inwoners per km².
De onderstaande kaart toont de ligging van Trébons-sur-la-Grasse met de belangrijkste infrastructuur en aangrenzende gemeenten.

## Demografie
Onderstaande figuur toont het verloop van het inwonertal (bron: INSEE-tellingen).